# Epicor
Epicor (Nasdaq: EPIC), grundat 1984 som Platinum Software Corporation utvecklar och mjukvarulösningar och har sitt huvudkontor i Irvine, Kalifornien. Företaget bytte 1999 namn från Platinum Software till Epicor Software Corporation.
År 2006 och 2007 omnämndes Epicor i tidningen Business 2.0 lista över årets mest snabbväxande teknikföretag.